# Lockheed S-3 Viking
El Lockheed S-3 Viking fue un avión de guerra antisubmarina embarcado de la Armada de los Estados Unidos, elegido en 1969 para sustituir al Grumman S-2 Tracker. Diseñado para constituir el principal vector antisubmarino encargado de dar protección a los portaviones estadounidenses y sus unidades de escolta, el S-3 ha demostrado en sus más de 30 años en servicio su capacidad para ejecutar a la perfección la misión para la que fue diseñado y la polivalencia de la célula para desempeñar acciones complementarias de apoyo a las aéreas embarcadas. El Viking también es apodado "Hoover", porque el ruido de sus motores es muy similar al que realizan las aspiradoras con el mismo nombre.

## Diseño

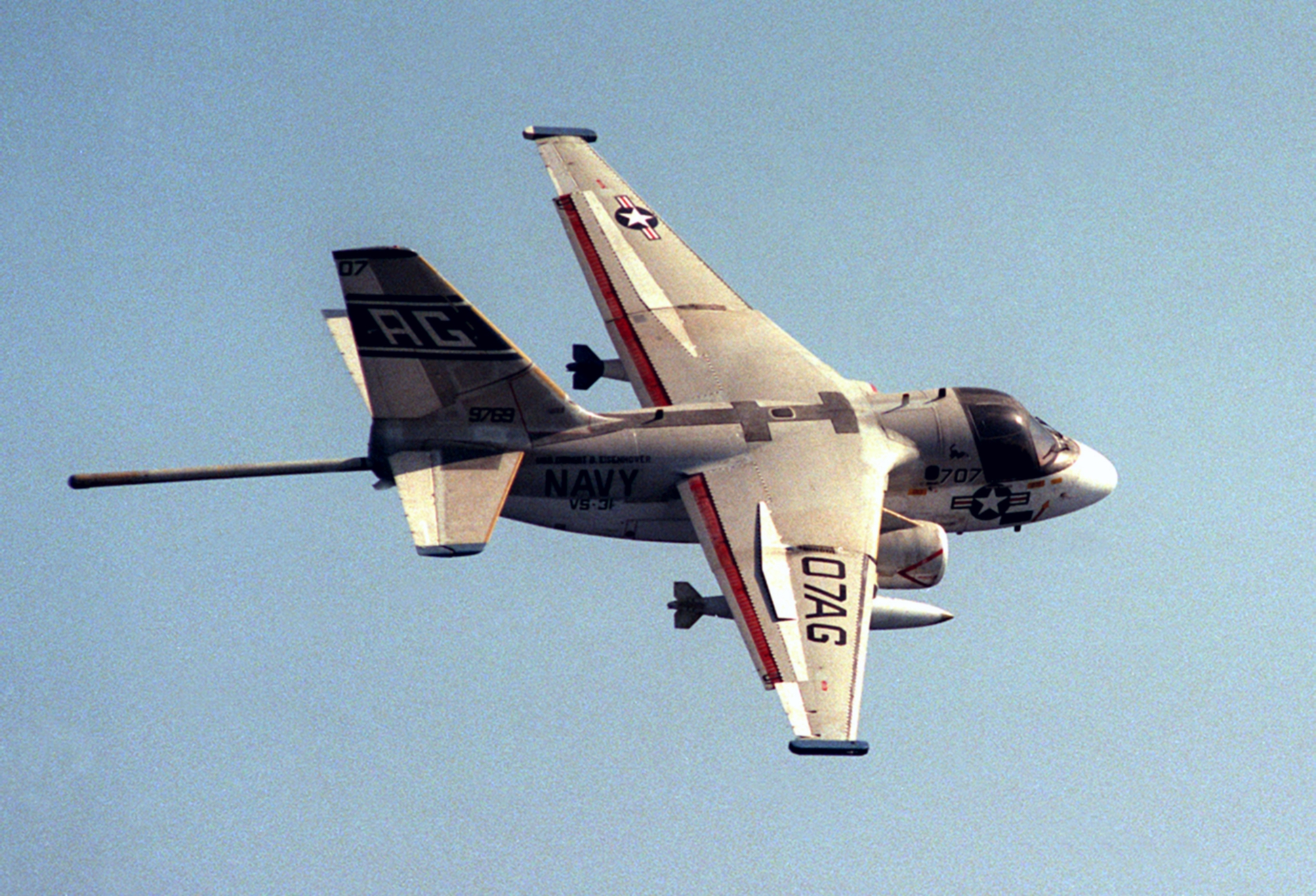
Un S-3 en vuelo

El S-3 Viking es un avión de patrulla marítima bimotor subsónico de ala alta en flecha, con 15º de flecha, biplaza y capacidad para operar desde portaaviones. Los dos turbofán General Electric están situados en una góndola debajo de cada ala y le permiten alcanzar una velocidad algo superior a los 800 km/h, suficiente para la actividad de patrulla marítima, ya que usualmente vuela a baja cota y velocidad. 
En la parte delantera del fuselaje se encuentran el piloto y copiloto, sentados uno junto a otro en una cabina ensanchada e inmediatamente detrás de ellos se sientan el coordinador táctico y el operador de sensores, todos ellos sentados en asientos eyectables McDonnell Douglas Escapac IE-1. 
Para operar desde portaaviones ha sido provisto con un robusto tren de aterrizaje, un gancho de detención en la parte inferior de la cola y la posibilidad de plegar tanto sus alas como la deriva, el timón vertical de cola que es muy alto para aumentar su estabilidad, lo cual reduce sensiblemente su tamaño (característica muy importante dado el relativo poco espacio de los hangares y cubiertas de los portaaviones).
Puede transportar dos tanques de combustible externos bajo las alas, para aumentar su rango operativo y un sistema de reabastecimiento aéreo de combustible, para suministrar combustible en vuelo a otros aviones de combate de los portaaviones, como el Grumman F-14 Tomcat y el Grumman A-6 Intruder.

## Equipamiento
El S-3 tiene un radar de alta resolución Texas Instruments AN/APS-116 diseñado exclusivamente para operar sobre el agua. El radar está respaldado por un FLIR (Forward Looking Infra-Red; Cámara infrarroja) situado en una torreta retráctil y por diversos sensores electrónicos y acústicos. Además, cuenta con un "aguijón" retráctil para el MAD (Magnetic Anomaly Detector; sensor detector de Anomalías Magnéticas) situado debajo de la deriva, en acción éste se extiende para alejarse del campo magnético del propio avión y así el sensor ubicado en la punta del aguijón puede detectar los cambios en el campo magnético terrestre causados por una gran masa de metal -léase submarino- navegando debajo de la superficie del mar. Debajo de la parte trasera del fuselaje, el Viking cuenta con numerosos tubos de lanzamiento, los cuales se utilizan para lanzar hasta 60 sonoboyas, cuyo sistema de referencia llamado AN/ARS-2 cuenta con más de 10 antenas receptoras en el ala y el fuselaje.

## Armamento
El S-3 posee una gran bodega de armas que ocupa la parte central del fuselaje. Está dividida en dos mitades, cada una con lanzadores BRU-14/A capaces de llevar dos torpedos Mk-46 (ingenios de gran cota y alta velocidad, dotados de búsqueda acústica pasiva y activa) cada uno. Alternativamente, puede cargar hasta 10 bombas Mk-82 de 227 kg, 6 minas o cargas de profundidad y dos bombas nucleares de caída libre B57.

## Variantes

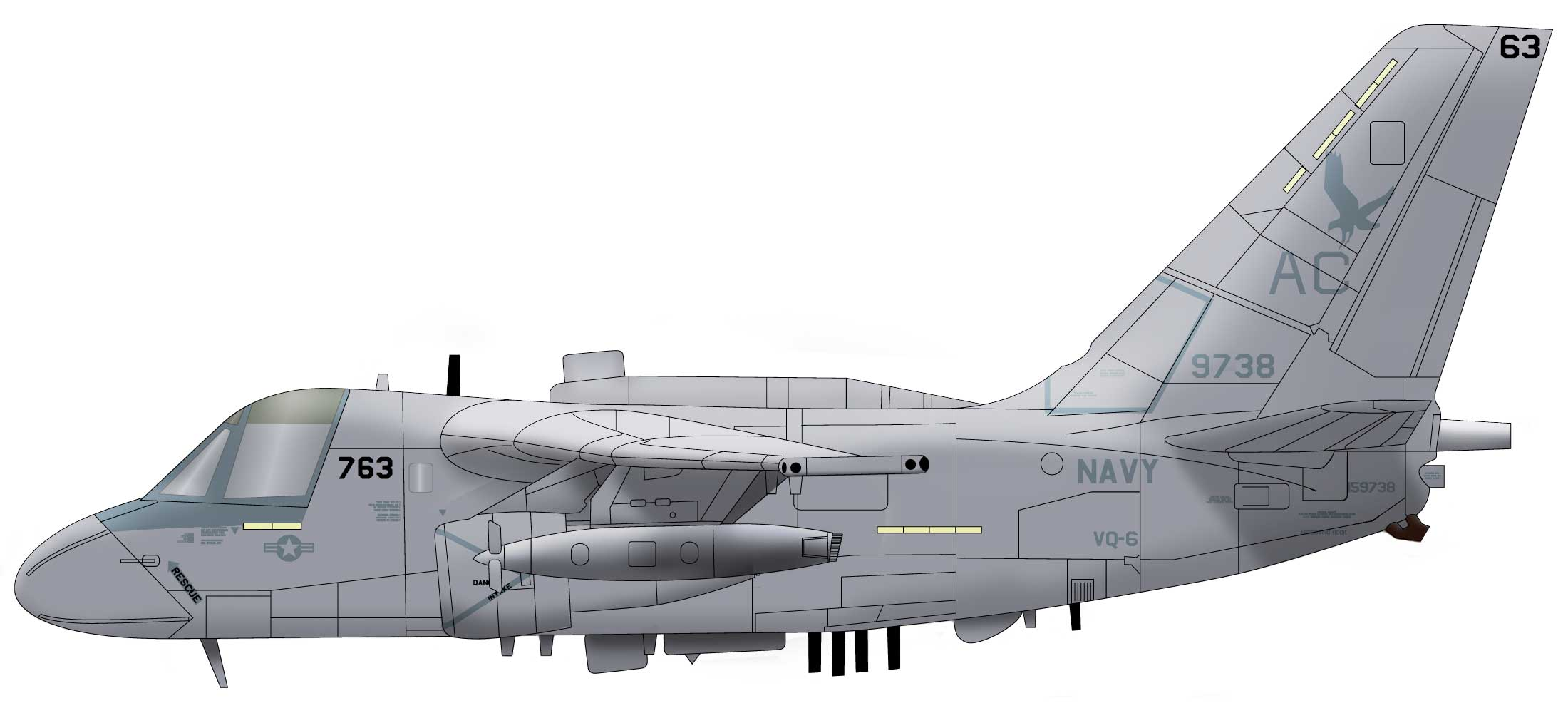
ES-3A Shadow.

- S-3A

Los primeros en fabricarse, 186 construidos.
- S-3B

Aviónica mejorada, radar de apertura sintética AN/APS-137, capacidad para lanzar el misil antibuque AGM-84 Harpoon. Su primer vuelo fue el 21 de septiembre de 1984 y 119 S-3A fueron convertidos a esta versión.
- ES-3A Shadow (Sombra)

Versión ELINT (Electronic Intelligence; inteligencia electrónica) dotado del radar AN/APS-137. Voló por primera vez el 15 de mayo de 1991, 16 ejemplares fueron convertidos de S-3A
- KS-3A

Versión propuesta para efectuar misiones de reabastecimiento aéreo. Basado en el S-3A, fue construido un solo ejemplar
- KS-3B

Versión propuesta para efectuar misiones de reabastecimiento aéreo. Basado en el S-3B. Nunca construido
- US-3A

S-3A modificado para misiones de transporte desde portaaviones. Capacidad para 6 pasajeros o 2.120 kg de carga. Retirado en 1998
- Alladin Viking

Utilizado en la Guerra de los Balcanes. Su equipamiento es secreto.
- Beartrap Viking

S-3B con equipamiento secreto.
- Callypso Viking

Versión especializada en la lucha contra el contrabando. Nunca fue construida.
- Gray Wolf Viking

Un ejemplar equipado con el radar AN/APG-76 radar en un soporte modificado debajo del ala. También apodado SeaSTARS en referencia al E-8 Joint STARS.
- Orca Viking

Un ejemplar construido para servir como plataforma de prueba para la aviónica.
- Outlaw Viking

Un ejemplar modificado con OASIS III (Over-the-horizon Airborne Sensor, Sensor aerotransportado más allá del horizonte, utilizado para detectar aviones y misiles a grandes distancias).

## Especificaciones (S-3B)
Referencia datos: Standard Aircraft Characteristics Standard Aircraft Characteristics. Navy Model S-3A Aircraft. Navair 00-110AS3-1.

### Características generales
- Tripulación: 4 (1 piloto, 2 oficiales navales de vuelo y 1 operador de sensores / TFO)
- Longitud: 16,3 m (53,3 ft)
- Envergadura: 20,9 m (68,7 ft)
- Altura: 6,9 m (22,7 ft)
- Superficie alar: 55,6 m² (598,1 ft²)
- Peso vacío: 12 057 kg (26 573,6 lb)
- Peso cargado: 17 324 kg (38 182,1 lb)
- Peso máximo al despegue: 23 831 kg (52 523,5 lb)
- Planta motriz: 2× Turbofán General Electric TF34-GE-2.
  - Empuje normal: 41,3 kN (4207 kgf; 9276 lbf) de empuje cada uno.

    - Capacidad de combustible interna de 7.320 litros

### Rendimiento
- Velocidad máxima operativa (Vno): 795 km/h (494 MPH; 429 kt) a nivel del mar.
- Velocidad crucero (Vc): 650 km/h (404 MPH; 351 kt)
- Velocidad de entrada en pérdida (Vs): 180 km/h (112 MPH; 97 kt)
- Alcance: 5121 km (2765 nmi; 3182 mi)
- Alcance en ferry: 6237 m (20 463 ft) con 2 tanques de combustibles de 565 litros.
- Techo de vuelo: 12 465 m (40 896 ft)
- Régimen de ascenso: 26 m/s (5118 ft/min)
- Carga alar: 334 kg/m² (68,4 lb/ft²)
- Empuje/peso: 0.353

### Armamento
- Puntos de anclaje: 4 con una capacidad de 2290 kg, para cargar una combinación de:  
  - Bombas: 

    - 10 x Mark 82
    - 2 × Mark 83
    - 2 × Mark 84
    - 6 × CBU-100
    - 2 × bombas nucleares B57

  - Misiles: 

    - 2 × AGM-65E/F Maverick
    - 2 × AGM-84D Harpoon
    - 1 × AGM-84H /K SLAM-ER

  - Otros: 

    - 6 × minas o cargas de profundidad
    - 2 × Torpedos Mark 50
    - 4 × Torpedos Mark 46

### Aviónica
- AN/APS-137 radar de Apertura Sintética (ISAR)
- Cámara de infrarrojos (FLIR) con un zoom 3x OR-89
- Receptor sonoboya AN/ARS-2
- AN/ASQ-81 detector de anomalías magnéticas (MAD)
- AN/ASN-92 sistema de navegación inercial (INS) con doppler
- Radar de navegación y TACAN
- Hasta 60 sonoboyas (59 táctica, 1 Búsqueda y Rescate)

### Aeronaves similares
- S-2 Tracker
- Fairey Gannet
- Breguet Br.1050 Alizé

### Secuencias de designación
- Secuencia S-_ (Aviones antiSubmarinos estadounidenses, 1962-presente): S-2 - S-3

### Listas relacionadas
- Anexo:Aeronaves de la Fuerza Aérea de los Estados Unidos (históricas y actuales)